# العمل ينتصر على كل شيء
Labor omnia vincit:

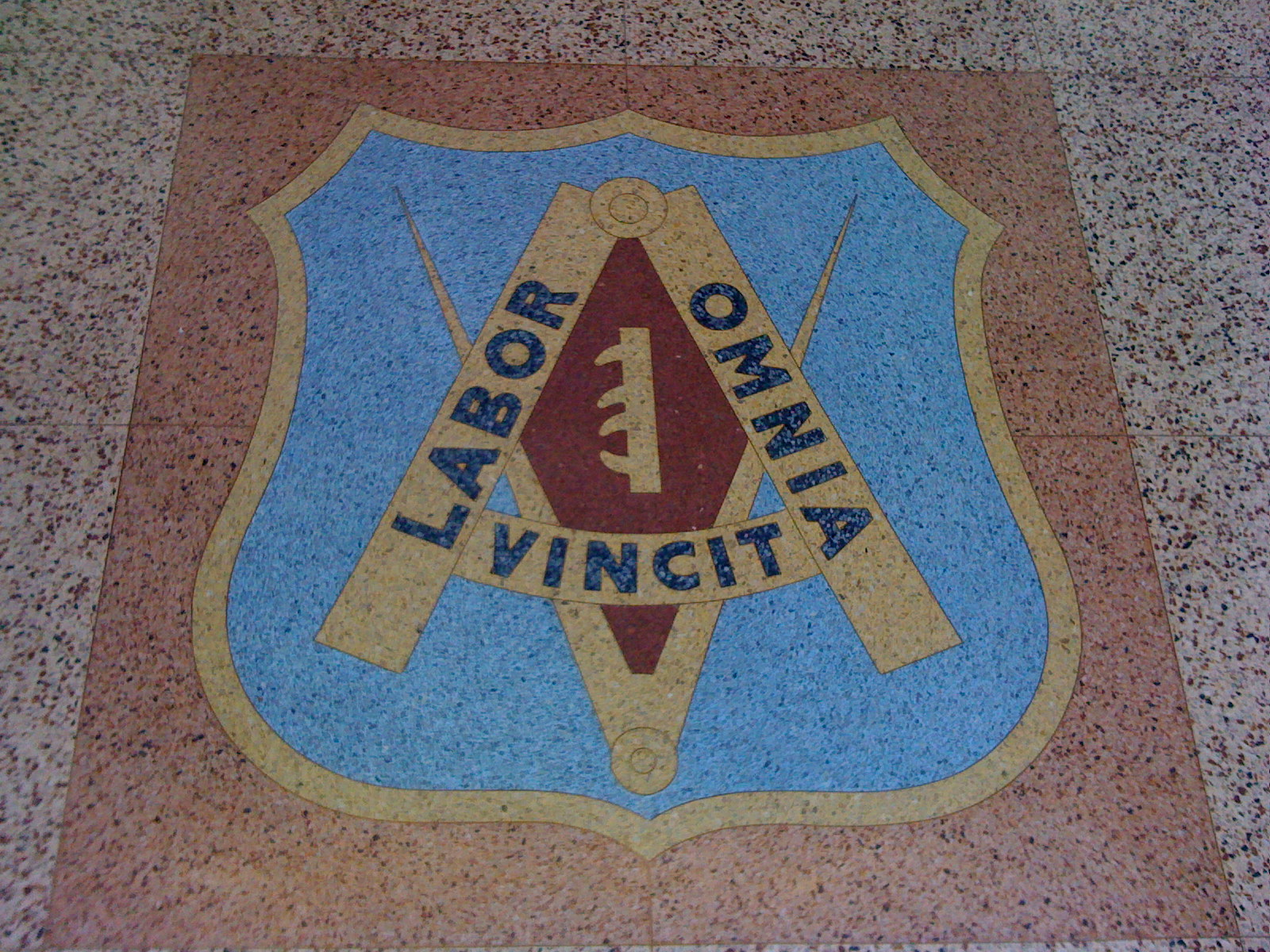
"العمل ينتصر على كل شيء" علي بلاط أرضية أتحاد UBC

(بالأنجليزية: "Work conquers all" وتعني العمل ينتصر علي الجميع) العبارة مأخوذة من كتاب جورجكس لفرجيل الجزء الأول السطر 6-145. (...Labor omnia vicit / improbus وتعني «العمل المطرد يغلب كل شيء») وهو شعر كتب لدعم الإمبراطور أغسطس في سياسة «العودة إلى الأرض» لتشجيع الرومان علي ان يصبحوا مزارعين.

## الولايات والمدن
تستخدم العبارة كشعار للعديد من الولايات والمدن والبلدات. فهي شعار ولاية أوكلاهوما. وتم وضعها علي ختم الولاية في 1907، كما يظهر كشعار لمدينة العلمة في الجزائر. كما تستخدم في شعار النبالة لمدن وبلدات برادفورد، غرب يوركشاير، ويست بروميتش، إلكيستون في انجلترا، وهو شعار ولاية ولاية زاكاتيكاس، ومدينة ليون، ولاية غواناخواتو في المكسيك. ومدينة الرئيس برودينتي في البرازيل.والعبارة مكتوبة بأحرف من ذهب على ما يسمى Kroch-Hochhaus في وسط المدينة الألمانية لايبزيغ في ألمانيا. وهي أيضا شعار نادي ويست بروميتش ألبيون.

## المؤسسات التعليمية
في جميع أنحاء العالم، اعتمدت العديد من المؤسسات التعليمية العبارة كشعار، بما في ذلك:
- جامعة كارول دافيلا للطب والصيدلة،تايلاند.
- لودون (تينيسي)، تينيسي، الولايات المتحدة الأمريكية.